# Massacre de Hungerford
Le massacre de Hungerford est une tuerie de masse perpétrée le 19 août 1987 à Wiltshire et Berkshire, au Royaume-Uni. L'unique tireur, Michael Robert Ryan, un ouvrier au chômage âgé de 27 ans, tue 16 personnes à l'aide de deux fusils semi-automatiques et d'un pistolet dont un policier désarmé et sa propre mère avant de se suicider. Aucun mobile clair n'a été établi quant à la raison de cet évènement.
Un rapport sur le massacre, commissionné par le secrétaire d'État à l'Intérieur Douglas Hurd, a établi que les problèmes de sous-effectif et d'infrastructure de télécommunications ont pu ralentir la réponse policière à l'incident en cours. Les meurtres ont été commis par l'utilisation d'armes de poing et semi-automatiques détenues légalement, le rapport recommandant ainsi un durcissement de la législation concernant l'obtention et la détention d'armes à feu dans le pays. En conséquence, le Firearms (Amendment) Act 1988 (en) est adopté peu après les évènements, interdisant la détention d'armes semi-automatiques à percussion centrale et réglementant l'usage des fusils avec une capacité de plus de trois cartouches.
La tuerie a par la suite été comparée à celles de Dunblane en 1996 et de Cumbria en 2010, le massacre de Hungerford restant l'une des pires tueries par arme à feu de l'histoire britannique.

## Déroulement

### Wiltshire
Le matin du 19 août 1987, Michael Ryan, 27 ans, conduit sa Vauxhall Astra GTE grise vers la forêt de Savernake (Wiltshire), à 11 km à l'ouest de sa ville de résidence (Hungerford),,. Dans son véhicule se trouvent son pistolet Beretta, sa carabine M1 et son fusil semi-automatique Type 56. Ce jour-là, Susan Godfrey, 35 ans, et ses deux enfants en bas âge voyagent depuis Burghfield Common, près de Reading, pour pique-niquer dans la forêt. A 12 heures et demie heure locale, Ryan, armé, s'approche de la famille, ce qui pousse Susan à placer ses enfants dans sa voiture. Après l'avoir menacée à bout portant, Ryan l'amène à 70–90 mètres dans la forêt, puis la tue de 13 balles avec son Beretta,. Plus tard, une femme se promenant dans les bois trouve les enfants de Godfrey, qui, après s'être présentés à la femme, déclarent "[un] homme en noir a tué ma maman".
Ryan quitte ensuite la forêt et conduit vers l'est sur l'A4, s'arrêtant pour faire un plein et remplir un jerrican d'essence à la station essence Golden Arrow près de Froxfield aux alentours de 12 h 35. Après avoir attendu le départ d'un client de la station, Ryan tire sur la caissière depuis l'extérieur avec la carabine M1. Il entre ensuite, puis tente de lui tirer dessus à bout portant, mais soit son fusil se bloque, soit le magasin n'est pas correctement attaché. Il quitte la station essence, puis se dirige vers l'est, vers le Berkshire. La caissière parvient à appeler le 999. Son appel est précédé par un autre appel d'urgence, réalisé par le client qui venait de partir, et qui pensait avoir été témoin d'un braquage à main armée,. La police de la Thames Valley (TVP) envoie deux voitures de patrouille sur place pour enquêter. Ils n'ont alors pas connaissance du meurtre qui a eu lieu à la forêt de Savernake, qui est pris en charge par les policiers de Wiltshire, menant ainsi à deux chasses à l'homme distinctes.

### Hungerford

#### South View et Fairview Road
Après avoir quitté Froxfield, Ryan retourne chez lui, dans une maison qu'il partage avec sa mère située à South View (Hungerford). Arrivé là-bas vers 12 h 45 , il est aperçu par des voisins qui le décrivent plus tard comme ayant l'air bouleversé. Peu après être entré dans sa maison, plusieurs détonations se font entendre : Ryan abat les deux chiens de la famille. Il sort ensuite de la maison avec davantage de matériel (munitions, équipement de survie et gilet pare-balles). Il ne parvient pas à démarrer sa voiture, puis décide de retourner dans la maison afin d'y mettre le feu à l'aide de l'essence qu'il avait achetée à Froxfield.  En quittant sa maison, il se dirige vers l'est en passant par South View, en direction des terrains de jeux de l'école. En route, il tire en l'air et tue deux de ses voisins, Roland et Sheila Mason, respectivement avec le Type 56 et le Beretta. Une jeune fille de quatorze ans, qui vivait également à proximité, s'enfuit après avoir entendu le bruit, mais est repéré par Ryan qui lui tire quatre balles dans les jambes. Blessée, elle est soignée par sa mère et un voisin et survit à l'attaque. Ryan est ensuite confronté à une voisine de 77 ans qui l'accuse d'avoir "effrayé tout le monde" avec tout ce bruit, voisine sur laquelle il ne tire pas. Ryan blesse ensuite Marjorie Jackson, l'une des personnes qui l'avaient vu rentrer chez lui, d'une balle dans le dos. Elle appelle ensuite son ami George White pour lui demander de l'aide et pour qu'il aille chercher son mari Ivor qui travaillait à Newbury.
Après être passé devant les terrains de jeu, Ryan emprunte un sentier menant au parc communal. Il tire et y tue Kenneth Clements, 51 ans, avec le Type 56. Clements était en train de promener son chien en famille, famille qui s'en sort sans blessures. À ce moment-là, vers 12 h 50, la police parvient à lier l'incident de Froxfield aux nombreux appels reçus depuis Hungerford et envoie plusieurs unités de police à South View. Ryan retourne ensuite à South View ; au même moment, les premiers policiers reçoivent comme ordre de fermer les deux accès à la route afin d'y contenir un éventuel tireur. Les agents concernés n'étaient pas armés lorsque Ryan les aperçoit et décide de tirer dans la poitrine de l'un des agents, Roger Brereton, avec le Beretta,,. Brereton, qui était dans son véhicule de patrouille, percute un poteau télégraphique. À 12 h 58, Ryan ouvre à nouveau le feu sur l'agent et le tue à l'aide de son Type 56, alors qu'il utilisait sa radio pour signaler un tireur actif,,.
Toujours à South View, Ryan tire sur une mère et sa fille qui venaient d'arriver sur la route à bord d'une Volvo. Les deux sont touchées, et la mère parvient à faire reculer la voiture afin de fuir le tireur,. Ryan fait ensuite feu sur deux ambulanciers qui répondaient aux appels de secours ; tous deux s'en sortent sans blessures majeures. Après cela, deux des collègues de Brereton qui sécurisaient l'extrémité est de South View sont approchés par le fils de Kenneth Clements, qui les informe que le tireur se trouvait vers l'ouest sur South View. Ils sont donc allés vérifier l'information, puis Ryan leur tire dessus ; l'un des agents se réfugie dans une maison et l'autre – avec le fils de Clements – traverse le parc communal pour se mettre en sécurité. À 13 h 12, cet agent demande par radio l'intervention de groupes d'intervention (TFU) après avoir vu le type d'arme à feu que Ryan utilisait. Le TFU participait à ce moment-là à un exercice d'entraînement à Otmoor, dans l'Oxfordshire (à environ 60 km de Hungerford), et ne pouvait par conséquent pas se rendre sur place avant 14 h 20. L'officier Jeremy Wood décide de mettre en place un poste de commandement de fortune à environ 460 mètres de South View.
Ryan a ensuite tiré sur George White, qui revenait de Newbury avec Ivor Jackson. White conduisait sa Toyota vers South View lorsque Ryan lui a tiré dessus avec le Type 56, le tuant sur le coup. Jackson est grièvement blessé mais feint sa mort, ce qui lui sauve la vie. Ryan  marche ensuite jusqu'à la jonction de South View et Fairview Road, où il utilise le Type 56 pour tuer Abdur Khan, 84 ans, qui était en train d'entretenir son jardin,,. Après avoir tiré sur un piéton sur Fairview Road et l'avoir blessé, Ryan retourne vers le parc communal. L'un des policiers présents tente alors en vain de passer un appel au 999, car à ce stade, le réseau téléphonique était saturé. À South View, Dorothy, la mère de Ryan, qui venait de faire des courses,, tombe sur Michael, armé, alors qu'elle conduit sa voiture ; elle le supplie d'arrêter, puis il lui tire dessus à quatre reprises, dont deux à bout portant,,. Pendant qu'il se dirigeait vers le parc, une habitante d'une rue adjacente a crié à Ryan d'"arrêter gentiment ce vacarme", ce à quoi il a répondu en lui tirant une balle dans l'aine. À 13 h 18, l'agent Wood est rejoint par deux policiers au poste de commandement. Deux minutes plus tard, ils aperçoivent Ryan aux terrains de jeux du mémorial de guerre, en bordure du parc.

### Parc communal et centre-ville
Près des terrains de jeux du mémorial de guerre, Ryan tire sur Francis Butler, 26 ans, avec le Type 56 alors qu'il promenait son chien. Un témoin de la scène lui prodigue les premiers soins, mais il décède avant l'arrivée de l'ambulance. C'est à ce moment que Ryan se débarrasse de la carabine M1, celle-ci étant inutilisable depuis la fusillade de la station service. Il a également jeté le Type 56, peut-être à cause d'un manque de munitions, mais finit par le récupérer. Tous les meurtres ultérieurs ont été commis avec le Beretta.

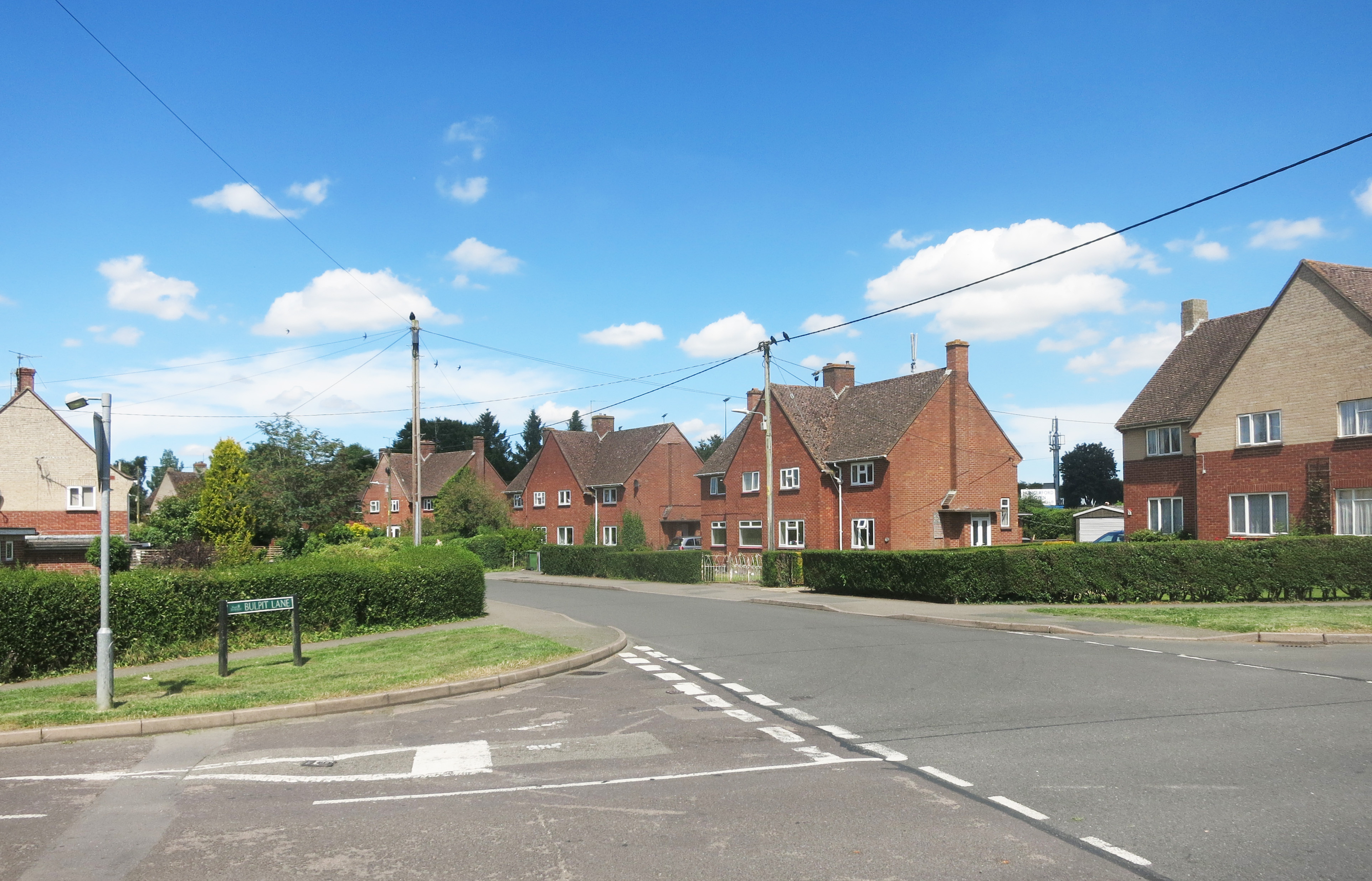
Après avoir tué Marcus Barnard, Ryan s'est dirigé vers le nord sur Priory Avenue (dans le prolongement de la photo)

Ryan a ensuite tiré sans réussite sur un adolescent à vélo. En arrivant sur Bulpit Lane, Ryan tue Marcus Barnard, un chauffeur de taxi qui était dans son taxi. Ryan se dirige ensuite vers le nord sur Priory Avenue, où il tire et blesse le conducteur d'une camionnette garée. La police parvient enfin à établir des déviations routières, certaines des victimes de Ryan étant des conducteurs qui sont tout de même parvenus à circuler sur cette route. Douglas et Kathleen Wainwright, rendant visite à leur fils sur Priory Avenue, ont voulu contourner la déviation en passant par le sud, où Ryan se trouvait. À environ 90 mètres de leur destination, Ryan abat Douglas et blesse Kathleen avant de tirer en direction d'autres conducteurs. Alors situé à l'intersection de Priory Avenue et de Tarrants Hill, Ryan tire sur une camionnette, tuant Eric Vardy,.
À 13 h 30, Ryan se dirige vers Orchard Park, près de la Priory Road, tirant sur des maisons présentes sur son chemin. Il ouvre ensuite le feu sur une voiture qui passait par là et en tue la conductrice, Sandra Hill, 22 ans,.
Après avoir tiré sur Hill, Ryan s'introduit de force dans une maison située un peu plus loin sur Priory Road et tire sur les occupants, Jack Gibbs, 66 ans, et sa femme Myrtle, 62 ans. Jack est tué sur le coup et Myrtle meurt des suites de ses blessures deux jours plus tard à l'hôpital Princess Margaret de Swindon,. Depuis la maison, Ryan tire sur les maisons voisines et en blesse les occupants. En quittant la maison des Gibbs, Ryan continue sa progression vers le sud sur Priory Road et fait feu en direction d'une voiture conduite par Ian Playle, 34 ans, qui est grièvement touché au cou. Sa femme et leurs deux enfants échappent aux balles, mais Playle meurt de ses blessures à l'infirmerie Radcliffe d'Oxford deux jours plus tard,.
À 13 h 45, l'hélicoptère de la police survole Hungerford et diffuse des messages d'avertissement aux habitants. Au même moment, Ryan blesse un homme qui se trouvait à l'extérieur de sa maison de Priory Road.

### John O'Gaunt School et suicide

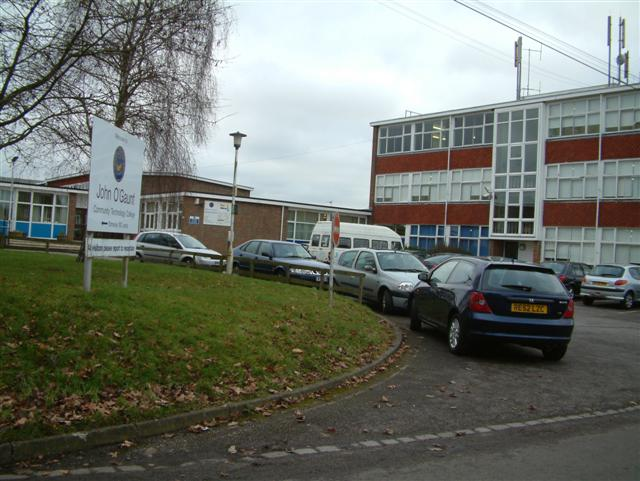
La John O'Gaunt School dans laquelle Ryan se réfugie et tire sur les hélicoptères

Ryan est ensuite aperçu plus loin sur Priory Road, à proximité de la John O'Gaunt School, qui était fermée pour les vacances d'été. Le gardien de l'école signale alors avoir vu un homme entrer dans un des bâtiments de l'école à 13 h 52, ce qui permet à la TFU de sécuriser les jardins et les maisons avoisinantes avant d'encercler totalement l'école vers 16:00. À 16 h 40, des coups de feu se font entendre à proximité de l'école, ce qui renforce le dispositif de sécurité mis en place. Au moins un autre coup de feu provenant de l'école est entendu à 17 h 15. Le principal risque à ce moment n'est pas que Ryan blesse ou tue d'autres personnes (l'école étant vide et les maisons sécurisées), mais plutôt que ses balles touchent les hélicoptères de la police et de la presse. Pendant toute la présence de Ryan au sein de l'école, la police ignore son emplacement précis. Vers 17 h 26, la police l'aperçoit pour la première fois, peu de temps après qu'il a jeté son Type 56 par la fenêtre du troisième étage,. Une fois la position de Ryan confirmée, les pompiers et les ambulances ont pu accéder à l'entièreté de la ville, y compris à la maison de Ryan qui était toujours en train de brûler, et dont les flammes s'étaient propagées et avaient détruit les trois maisons voisines en plus de celle de Ryan,,.
Ryan ouvre ensuite le feu sur la police et sur les hélicoptères qui tournaient au-dessus de l'école. Il engage une conversation avec un sergent du TFU et l'informe de son arsenal et de ses munitions, affirmant qu'il possède une grenade en plus du Beretta. Il déclare aussi ne pas vouloir quitter l'école avant qu'un policier ne l'ait informé de l'état de santé de sa mère. D'après ses dires "Hungerford doit être dans un sacré état". Le sergent répond qu'il comprend Ryan lorsqu'il dit que la mort de sa mère était "une erreur" ; Ryan aurait répondu : "Comment pouvez-vous comprendre ? J'aurais dû rester au lit". Il a ensuite crié : "C'est drôle. J'ai tué tous ces gens, mais je n'ai pas le courage de me faire sauter la cervelle". À 18 h 52, après quelques minutes de silence, un coup de feu se fait entendre depuis l'école, et à partir de ce moment, Ryan ne répond plus à la police. Sans connaître toute l'étendue de l'arsenal et des munitions de Ryan et avec la possibilité de la présence de pièges ou de plusieurs auteurs, la police n'entre pas immédiatement dans l'école. À 20 h, un plan d'action est mis en place et à 20 h 10, la police entre dans l'école et retrouve Ryan, mort d'une balle dans la tempe droite, dans une salle de classe barricadée,.

## Conséquences

### Premières semaines
La fusillade est rapidement déclarée comme un incident majeur par les forces de l'ordre. Immédiatement après la fin de l'opération de police, le TVP boucle de nombreuses zones de la ville afin de procéder au prélèvement des preuves et d'exclure tout journaliste. Le CID établit un quartier général dans les locaux de la police de Sulhamstead, à environ 30 km à l'est de Hungerford. Ils procèdent à une fouille approfondie de la ville, identifiant 78 impacts de balles dans 15 véhicules. L'enquête est réalisée avec le système Autoindex, la plateforme HOLMES n'étant pas encore en activité.
La Première ministre de l'époque, Margaret Thatcher, s'est rendue à Hungerford le lendemain du massacre. Elle a déclaré que "si [les lois sur le contrôle des armes à feu] devaient être renforcées [pour] empêcher davantage d'événements comme celui-ci, bien sûr, cela sera pris en considération".
Les funérailles de victimes ont eu lieu dans les semaines suivant la tragédie, en commençant par celles d'Eric Vardy à Great Shefford le 26 août,,. Les funérailles de Roger Brereton ont eu lieu le lendemain à l'église St Mary de Shaw, avec la présence du secrétaire d'État à l'Intérieur Douglas Hurd. Dorothy Ryan a été enterrée à Calne le 29 août. Michael Ryan a été incinéré au crématorium de Reading le 3 septembre,,.

### Enquête et rapport
L'enquête sur le massacre est terminée le 29 septembre. Le coroner du West Berkshire, Charles Hoile, a reconnu que la réponse policière à l'évènement n'avait pas été suffisamment rapide, tout en insistant sur le fait que les policiers devraient rester systématiquement non armés. Le jury de l'enquête a recommandé au coroner que " les armes semi-automatiques ne devraient pas être disponibles au grand public [et] qu'un individu ne devrait pas être autorisé à posséder une quantité illimitée d’armes et de munitions".
Douglas Hurd charge le chef de la police de Thames Valley, Colin Smith, de préparer un rapport sur l'incident. Le rapport final a révélé que le jour du massacre, la ville – qui était habituellement surveillée par deux sergents et douze officiers – était surveillée par un sergent, deux agents de patrouille et un officier en service. Il a également précisé que si tous les effectifs étaient présents, "Ryan aurait pu être traqué, et n'aurait pas été trouvé après autant de temps".
L'état des réseaux de communication – tant au sein des forces de l'ordre que pour le grand public – a été largement critiqué. Les centraux téléphoniques n'ont pas pu traiter le grand nombre d'appels passés au 999 par des témoins. Habituellement, le central de Newbury traitait environ 300 000 appels par jour, chiffre qui est passé à 800 000 le 19 août. Les informations essentielles communiquées par certains témoins ont été considérablement retardés, ce qui a entraîné la transmission d'informations obsolètes ou en double aux services d'urgence. Le réseau téléphonique public, ainsi que les lignes vers les services d'urgence, étaient tous saturés. En conséquence, British Telecom a mis en œuvre des mesures pour soulager le réseau de télécommunications dans la soirée du 19 août, libérant ainsi les communications pour la police. La police a également utilisé 13 téléphones portables ; Racal a empêché le public d'utiliser le réseau cellulaire pour permettre aux appareils de la police de fonctionner.
Le rapport suggère également que même si l'hélicoptère de la police était en réparation et n'est arrivé à Hungerford qu'à 13 h 45, son arrivée a probablement incité Ryan à chercher refuge dans l'école. D'après Colin Smith, la présence d'hélicoptères autres que ceux de la police entravait les opérations ; au moins quatre hélicoptères privés – pour la plupart (sinon tous) appartenant à la presse – constituaient une source de distraction pour le pilote de la police et empêchaient les unités au sol d'entendre correctement les transmissions radio.
En ce qui concerne les armes à feu de Ryan, le rapport a déterminé que sa collection d'armes était entièrement légale. Smith conclut le rapport en disant que "le public [...] exigera que cet événement tragique soit utilisé comme un catalyseur pour des changements à la fois législatifs et administratifs [quant à la délivrance du permis d'armes à feu]", et que ni "les intérêts légitimes en matière de sport [ni] de loisirs" ne seraient sérieusement lésés ni entravés de manière significative si les armes à feu semi-automatiques étaient interdites à la vente au grand public.
Le rapport a conduit au Firearms (Amendment) Act 1988 (en), qui interdit la possession de fusils semi-automatiques à percussion centrale et limite l'utilisation des fusils de chasse d'une capacité de plus de trois cartouches (dans le chargeur et dans la culasse). Ce changement de législation a permis au gouvernement britannique de collecter 48 000 armes à feu rendues non-conformes.
En juin 1988, l'agent Brereton a reçu la Queen's Commendation for Brave Conduct à titre posthume.

## Le tireur

### Biographie
Michael Robert Ryan, l'auteur du massacre de Hungerford, est né le 18 mai 1960 à l'hôpital Savernake de Marlborough, dans le Wiltshire. Il est le fils unique d'Alfred Henry Ryan et de Dorothy Ryan. Son père, âgé de 55 ans à sa naissance (né en 1904 ou 1905), a travaillé dans un l'administration territoriale locale en tant qu'inspecteur des infrastructures et est mort d'un cancer à Swindon (Wiltshire) en mai 1985 à l'âge de 80 ans,,. Sa mère, Dorothy Ryan, née en 1925 ou 1926, a travaillé en tant qu'employée de cantine en école primaire et plus tard en tant que serveuse au Elcot Park Hotel. Au moment de la fusillade, Michael Robert Ryan vit seul avec sa mère.
Ryan fait ses études primaires à la Hungerford Primary School et à la John O'Gaunt School avant d'étudier au Newbury College à partir de ses 16 ans,. Il abandonne ses études, puis travaille pour de courtes durées en tant qu'homme à tout faire et qu'ouvrier à la Downe House School et à la Littlecote House avant de bénéficier des aides au chômage au début de l'année 1986. Quelques sources affirment que Ryan a travaillé à un moment en tant qu'antiquaire, mais cette information n'est pas présente dans le rapport officiel de la fusillade. Le 7 avril 1987, il trouve un emploi d'ouvrier auprès de la Manpower Services Commission, pour une mission proposée par le Newbury District Council, travaillant sur les sentiers et les clôtures, notamment sur les rives de la Tamise à Reading,,. Il quitte son poste le 9 juillet, et continue de bénéficier des aides sociales au chômage.
Aux côtés des armes à feu, des uniformes militaires et du militaria en général, Ryan s'intéressait également à l'automobile ; à différents moments, il possédait une mobylette, une moto-cross et une Ford Escort XR3i, en plus de la Vauxhall Astra GTE qu'il conduisait le jour du massacre.

### Collection d'armes à feu
Ryan obtient un certificat d'arme à feu le 2 février 1978, et obtient le 11 décembre 1986 la permission de détenir deux pistolets. Les armes concernées par ces autorisations sont approuvées auparavant par une autorité compétente. Le tir est également réglementé, Ryan n'étant autorisé à porter une arme que pour s'exercer au tir au Dunmore Shooting Centre Club d'Abingdon. Il faisait également partie du club de tir du Wiltshire Shooting Centre à Devizes. Il fait ensuite la demande pour un certificat lui permettant de détenir une troisième arme, puisqu'il souhaitait vendre une de ses deux armes (un revolver Smith & Wesson de calibre .38) et en acheter deux supplémentaires. La demande est approuvée le 30 avril 1987. Le 14 juillet, il fait une nouvelle demande pour acheter deux fusils semi-automatiques, qui est acceptée à la fin du mois. Au moment du massacre, il était autorisé à détenir huit armes à feu, qu'il avait achetées entre le 17 décembre 1986 et le 8 août 1987, :
- Un pistolet Beretta de calibre 9 mm ;
- Un fusil de chasse Zabala ;
- Un fusil de chasse Browning ;
- Un pistolet Bernardelli de calibre .22 ;
- Un pistolet à chargement automatique CZ ORSO calibre .32 ACP ;
- Un fusil semi-automatique Norinco Type 56 calibre 7.62×39 mm[note 3] ;
- Une carabine Underwood M1.

Ryan n'utilise que le Beretta, le Type 56 et la carabine M1 pendant le massacre. Le pistolet CZ était en réparations auprès d'un professionnel à ce moment-là, et le Bernardelli avait été vendu peu avant la fusillade. Le Norinco a été acheté auprès du vendeur d'armes Mick Ranger.
Ryan a montré quelques-unes de ses armes à feu – et quelques engins explosifs faits maison – à ses collègues ouvriers. En complément de son entraînement de tir au stand, Ryan s'entraînait également sur un grand panneau routier situé à la jonction de la M4 et de l'A338.

### Santé et mobile
Dans les heures et les jours qui ont suivi le massacre, les journaux ont émis l'hypothèse que Ryan avait été poussé à passer à l'acte après avoir vu des « video nasties ». L'enquête n'est pas parvenue à établir de lien évident entre sa consommation audiovisuelle et la tuerie. Les tabloïds britanniques se sont très rapidement emparés du sujet, réalisant une multitude de biographies sur la vie du tueur. Certains articles indiquaient qu'en plus de regarder des vidéos violentes, il avait une fascination quasi obsessionnelle pour les armes à feu et possédait des magazines sur les techniques de survie et l'armement, notamment Soldier of Fortune,. Pendant longtemps, plusieurs médias ont relayé l'idée que les films Rambo avaient inspiré Ryan, mais aucun lien probant entre quelconque forme de violence fictive et le déchaînement de violence dont il a fait preuve n'a pu être établi.
Ryan n'avait ni casier judiciaire ni antécédent médical. Après son décès, la santé mentale de Ryan a fait l'objet d'une analyse. D'après John Hamilton, directeur de l'hôpital Broadmoor, « Ryan souffrait très probablement d'une schizophrénie aiguë. Il avait peut-être une raison pour faire ce qu'il a fait, mais c'était probablement inhabituel pour lui ». Jim Higgins, un psychiatre légiste, soupçonnait Ryan d'avoir des phases de psychose, décrivant « le matricide [comme] le crime schizophrénique par excellence »,. Dans le documentaire diffusé sur BBC One intitulé The Hungerford Massacre, un psychologue a décrit « la colère et le mépris de la vie ordinaire » que ressentait Ryan.
Bien qu'aucun mobile n'ait été déterminé, le psychologue Craig Jackson de la Birmingham City University a suggéré que Ryan pourrait avoir été motivé sexuellement lorsqu'il a attaqué Godfrey dans la forêt de Savernake. La présence d'une bâche au sol à 10 mètres de l'endroit où son corps a été retrouvé pourrait signifier que Ryan s'en était servi pour contenir des preuves ADN,. Toujours d'après Jackson, les évènements de cette journée n'ont pas été planifiés à l'avance, ont été décidés en un instant, sans rédaction de manifeste. Il aurait pu être motivé par un désir de contrôle. Il se peut également qu'il ait été influencé par le massacre de Hoddle Street à Melbourne, en Australie, dix jours auparavant.
L'analyste et psychologue Keith Ashcroft a comparé le massacre de Hungerford aux fusillades de Dunblane en 1996 et de Cumbria en 2010, déclarant que dans les deux cas, « les tueurs [étaient] sujets à des ragots et parfois à des victimisations assez graves. Leur rage face à l'injustice perçue dépasse bien celle d'une personne normale, mais ce n'est pas pour autant qu'ils ont perdu le contact avec la réalité ». Ashcroft entre en contradiction avec Higgins sur la possibilité d'une psychose, déclarant que « [les tueurs à la folie] ne sont pas psychotiques. L'isolement, le vide est comblé par la prise de contrôle. Et le contrôle ultime est de décider de la vie et de la mort. Ils parviennent enfin à mettre leurs frustrations de côté, ciblant en premier lieu leur famille puis le reste de la société ».

## Héritage
Le massacre de Hungerford reste l'une des fusillades de masse les plus meurtrières au Royaume-Uni,, le nom "Hungerford" étant devenu synonyme du massacre.
Les Hungerford Tragedy Gardens, adjacents au monument aux morts de la ville, ont été créés pour commémorer les victimes du massacre. La plupart des habitants de Hungerford qualifient les événements de "tragédie",, d'autres, dont Marjorie Jackson, blessée sur South View, ne considèrent pas les événements comme une tragédie, déclarant : "C'était un massacre [...], il n'y a pas deux façons de le dire".